# Моргантаун (Західна Вірджинія)
Моргантаун (англ. Morgantown) — місто (англ. city) в США, в окрузі Мононґалія штату Західна Вірджинія, на березі річки Мононгахеле. Населення — 30 347 осіб (2020). Місто є п'ятим за чисельністю населення в штаті.

## Географія
Моргантаун розташований за координатами 39°38′16″ пн. ш. 79°56′47″ зх. д. / 39.63778° пн. ш. 79.94639° зх. д. (39.637657, -79.946368). За даними Бюро перепису населення США в 2010 році місто мало площу 27,50 км², з яких 26,34 км² — суходіл та 1,16 км² — водойми.

### Клімат
| Клімат : Моргантаун     | Клімат : Моргантаун | Клімат : Моргантаун | Клімат : Моргантаун | Клімат : Моргантаун | Клімат : Моргантаун | Клімат : Моргантаун | Клімат : Моргантаун | Клімат : Моргантаун | Клімат : Моргантаун | Клімат : Моргантаун | Клімат : Моргантаун | Клімат : Моргантаун | Клімат : Моргантаун |
| Показник                | Січ.                | Лют.                | Бер.                | Квіт.               | Трав.               | Черв.               | Лип.                | Серп.               | Вер.                | Жовт.               | Лист.               | Груд.               | Рік                 |
| Абсолютний максимум, °C | 26,1                | 26,7                | 30,6                | 33,9                | 35,0                | 37,2                | 39,4                | 40,6                | 38,9                | 34,4                | 28,3                | 25,0                | 40,6                |
| Середній максимум, °C   | 3,9                 | 6,1                 | 11,1                | 17,7                | 22,3                | 26,7                | 28,6                | 27,9                | 24,3                | 18,2                | 12,0                | 5,8                 | 17,1                |
| Середній мінімум, °C    | −4,6                | −3,6                | 0,1                 | 5,3                 | 10,1                | 14,8                | 17,2                | 16,5                | 12,6                | 6,6                 | 2,3                 | −2,7                | 6,3                 |
| Абсолютний мінімум, °C  | −28,9               | −31,7               | −20                 | −14,4               | −3,9                | −1,1                | 4,4                 | 3,3                 | −1,1                | −9,4                | −18,3               | −26,7               | −31,7               |
| Норма опадів, мм        | 71                  | 66                  | 93                  | 89                  | 117                 | 104                 | 117                 | 90                  | 82                  | 71                  | 88                  | 74                  | 1062                |
| Днів з опадами          | 15,2                | 12,3                | 13,9                | 13,4                | 14,0                | 12,6                | 11,7                | 10,1                | 9,9                 | 10,6                | 12,4                | 13,7                | 149,8               |
| Днів зі снігом          | 6,1                 | 4,3                 | 3,3                 | 0,3                 | 0                   | 0                   | 0                   | 0                   | 0                   | 0,2                 | 1,1                 | 3,5                 | 18,8                |
| ----------------------- | ------------------- | ------------------- | ------------------- | ------------------- | ------------------- | ------------------- | ------------------- | ------------------- | ------------------- | ------------------- | ------------------- | ------------------- | ------------------- |
| Джерело: NOAA           |                     |                     |                     |                     |                     |                     |                     |                     |                     |                     |                     |                     |                     |

### Головні дороги
- Interstate 79
- Interstate 68
- U.S. Highway 19
- U.S. Highway 119
- West Virginia Route 7
- West Virginia Route 100
- West Virginia Route 705

## Демографія

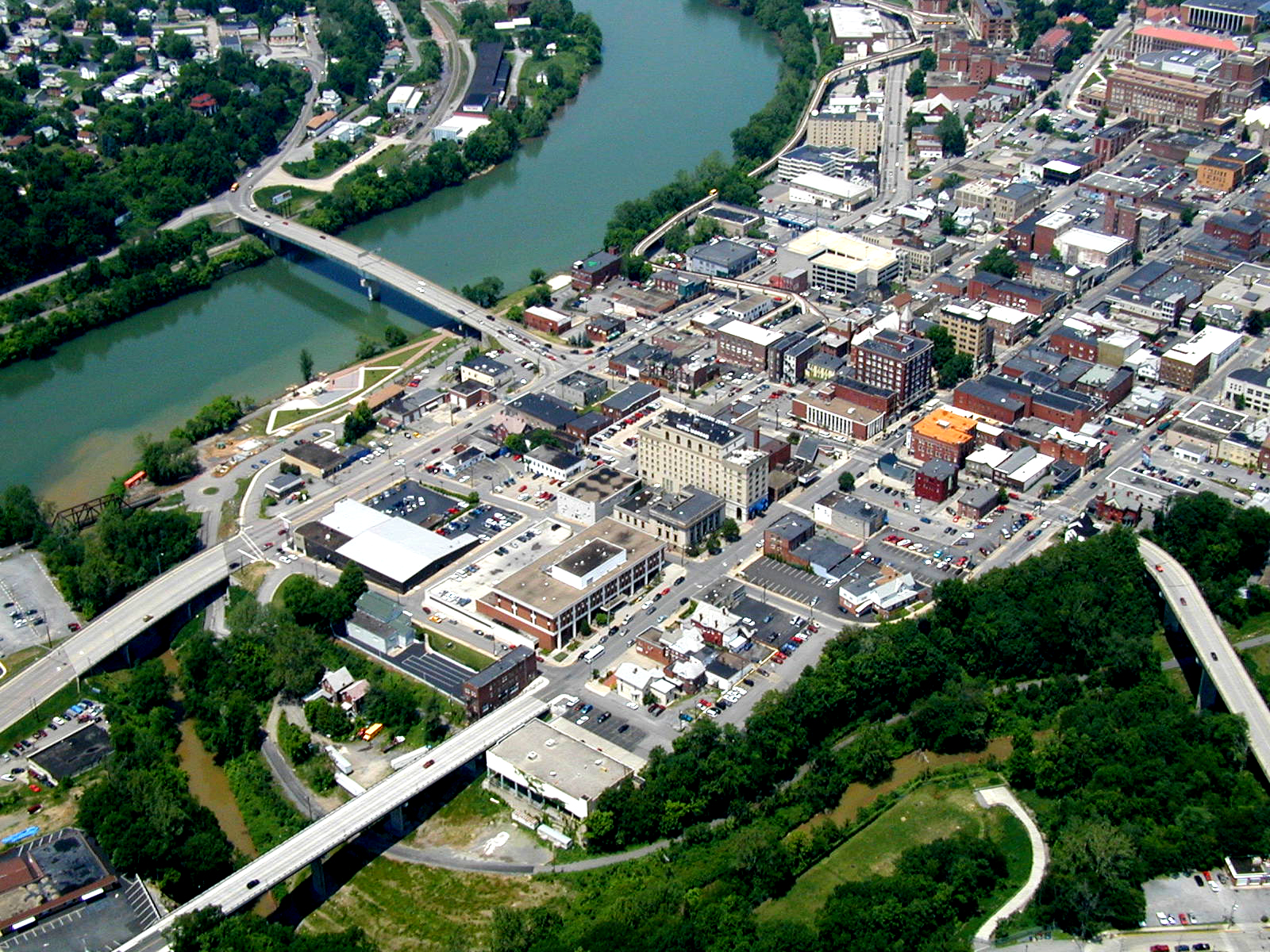
Аерофотозйомка центру Моргантаун

Згідно з переписом 2010 року, у місті мешкало 29 660 осіб у 11 701 домогосподарстві у складі 3827 родин. Густота населення становила 1079 осіб/км². Було 12664 помешкання (461/км²).
Расовий склад населення:
| - 89,7 % — білих - 4,1 % — чорних або афроамериканців - 3,4 % — азіатів - 0,1 % — вихідців з тихоокеанських островів - 0,1 % — корінних американців |

До двох чи більше рас належало 2,0 %. Частка іспаномовних становила 2,6 % від усіх жителів.
За віковим діапазоном населення розподілялося таким чином: 8,2 % — особи молодші 18 років, 83,7 % — особи у віці 18—64 років, 8,1 % — особи у віці 65 років та старші. Медіана віку мешканця становила 22,6 року. На 100 осіб жіночої статі у місті припадало 114,9 чоловіків; на 100 жінок у віці від 18 років та старших — 115,9 чоловіків також старших 18 років.
Середній дохід на одне домашнє господарство становив 55 677 доларів США (медіана — 34 090), а середній дохід на одну сім'ю — 90 493 долари (медіана — 70 271). Медіана доходів становила 38 397 доларів для чоловіків та 38 742 долари для жінок. За межею бідності перебувало 34,1 % осіб, у тому числі 26,4 % дітей у віці до 18 років та 5,4 % осіб у віці 65 років та старших.
Цивільне працевлаштоване населення становило 13 728 осіб. Основні галузі зайнятості: освіта, охорона здоров'я та соціальна допомога — 41,0 %, мистецтво, розваги та відпочинок — 14,9 %, науковці, спеціалісти, менеджери — 10,9 %, роздрібна торгівля — 10,0 %.

## Персоналії
- Дон Ноттс (1924—2006) — американський комедійний актор кіно, телебачення.